# Raiffeisenbank MEHR Mosel - Eifel - Hunsrück - Region
Die Raiffeisenbank MEHR eG Mosel - Eifel - Hunsrück - Region (im Außenauftritt Raiffeisenbank MEHR eG Mosel – Eifel – Hunsrück – Region) ist eine deutsche Genossenschaftsbank mit Sitz in der rheinland-pfälzischen Stadt Kaisersesch im Landkreis Cochem-Zell.

## Geschichte
Die ehemalige Raiffeisenbank Eifeltor eG ist im Jahr 2014 aus der Verschmelzung der Raiffeisenbank Kaisersesch-Kaifenheim eG mit dem Sitz in Kaisersesch und der Raiffeisenbank Lutzerather Höhe eG mit Sitz in Lutzerath hervorgegangen.
Die Raiffeisenbank Kaisersesch-Kaifenheim eG entstand wiederum im Jahr 2001 durch die Fusion der Raiffeisenbank Kaifenheim eG mit dem Sitz in Kaifenheim und der Raiffeisenbank Kaisersesch eG. Der Raiffeisenbank Eifeltor eG schlossen sich im Jahr 2021 die Raiffeisenbank Kehrig e.G. mit dem Sitz in Kehrig und im Jahr 2023 die Raiffeisenbank Moselkrampen eG mit dem Sitz in Ernst und die Raiffeisenbank Zeller Land eG mit dem Sitz in Briedel an. Der Firmenname änderte sich durch die letzte Fusion in Raiffeisenbank MEHR eG Mosel - Eifel - Hunsrück - Region.
Die Raiffeisenbank Zeller Land eG fusionierte zuvor letztmals im Jahr 2000 mit der Raiffeisenbank Blankenrath eG mit dem Sitz in Blankenrath und entstand im Jahr 1999 durch die Fusion der Raiffeisenbank Zell eG mit dem Sitz in Zell (Mosel) und der Raiffeisenbank Briedel-Pünderich eG mit dem Sitz in Briedel.
Bereits zuvor fanden diverse Fusionen der ehemaligen Genossenschaftsbanken statt:
- 1924 - Fusion der Raiffeisenkasse eGmuH Blankenrath mit der Spar- und Darlehnskassenverein Panzweiler eGmuH mit dem Sitz in Panzweiler
- 1938 - Fusion der Raiffeisenbank Briedel e.G.m.u.H. mit dem Sitz in Briedel mit der Volksbank Briedel eGmuH zur Raiffeisenbank Briedel e.G.m.b.H.
- 1961 - Fusion der Raiffeisenkasse Mastershausen eGmbH	mit dem Sitz in Mastershausen mit der Raiffeisenkasse Sosberg eGmbH	mit dem Sitz in Sosberg
- 1963 - Fusion der Raiffeisenkasse Kehrig eGmbH mit dem Allenz-Berresheimer Spar- und Darlehnskassenverein eGmbH mit dem Sitz in Allenz zur Raiffeisenbank Kehrig eGmbH (der späteren Raiffeisenbank Kehrig eG)
- 1967 - Fusion der Raiffeisenkasse Alf eGmbH mit dem Sitz in Alf mit der Raiffeisenkasse St. Aldegund eGmbH mit dem Sitz in Sankt Aldegund zur Raiffeisenkasse St. Aldegund-Alf eGmbH mit dem Sitz in Sankt Aldegund
- 1967 - Fusion der Raiffeisenkasse Düngenheim eGmbH mit dem Sitz in Düngenheim mit der Raiffeisenkasse eGmbH Kaisersesch zur Raiffeisenkasse des Amtsbezirkes eGmbH mit Sitz in Kaisersesch
- 1969 - Fusion der Raiffeisenkasse Kaifenheim eGmbH mit der Raiffeisenkasse eGmbH Roes mit dem Sitz in Roes zur Raiffeisenkasse Kaifenheim-Roes eGmbH
- 1969 - Fusion der Raiffeisenkasse Hauroth eGmbH mit dem Sitz in Hauroth mit der Raiffeisenkasse eGmbH Masburg mit dem Sitz in Masburg, der Raiffeisenkasse Müllenbach eGmbH mit dem Sitz in Müllenbach und der Raiffeisenkasse des Amtsbezirkes eGmbH
- 1969 - Fusion der Raiffeisenkasse eGmbH Ernst	mit dem Sitz in Ernst mit der Raiffeisenkasse eGmbH Valwig mit dem Sitz in Valwig
- 1970 - Fusion der Raiffeisenkasse Briedern eGmbH mit dem Sitz in Briedern mit der Raiffeisenkasse Mesenich-Senheim eGmbH mit dem Sitz in Mesenich zur Raiffeisenkasse Mesenich-Senheim eGmbH (der späteren Raiffeisenkasse Moselkrampen eG) mit Sitz in Mesenich
- 1970 - Fusion der Raiffeisenkasse eGmbH Beuren mit dem Sitz in Beuren mit der Raiffeisenkasse Driesch eGmbH mit dem Sitz in Driesch und der Raiffeisenkasse Lutzerath-Kennfus eGmbH	mit dem Sitz in Lutzerath zur Raiffeisenkasse Driesch eGmbH
- 1970 - Fusion der Raiffeisenkasse Büchel eGmbH mit dem Sitz in Büchel mit der Raiffeisenkasse Gevenich eGmbH mit dem Sitz in Weiler zur Raiffeisenkasse Gevenich eGmbH
- 1971 - Fusion der Raiffeisenkasse eGmbH Blankenrath mit der Raiffeisenkasse Grenderich eGmbH mit dem Sitz in Grenderich und der Raiffeisenkasse Tellig eGmbH mit dem Sitz in Tellig
- 1971 - Fusion der Raiffeisenbank Ediger-Eller eGmbH mit dem Sitz in Ediger-Eller mit der Raiffeisenkasse Poltersdorf eGmbH mit dem Sitz in Poltersdorf
- 1972 - Fusion der Raiffeisenkasse Hambuch eGmbH mit dem Sitz in Hambuch mit der Raiffeisenkasse des Amtsbezirkes eGmbH mit dem Sitz in Kaisersesch zur Raiffeisenkasse des Amtsbezirkes eGmbH (der späteren Raiffeisenbank Kaisersesch eG)
- 1974 - Fusion der Raiffeisen-Volksbank eG Bullay mit dem Sitz in Bullay mit der Raiffeisenbank eG Zell mit dem Sitz in Zell (Mosel) zur Raiffeisenbank Zell e.G.
- 1974 - Raiffeisenbank eG Blankenrath	mit der Strimmiger Raiffeisenkasse eG mit dem Sitz in Mittelstrimmig
- 1975 - Fusion der Raiffeisenkasse Bruttig-Fankel eG mit dem Sitz in Bruttig-Fankel mit der Raiffeisenkasse eG Ernst zur Raiffeisenbank Bruttig-Fankel, Ernst eG mit dem Sitz in Ernst (Mosel)
- 1975 - Fusion der Raiffeisenkasse Forst eG mit dem Sitz in Forst mit der Raiffeisenkasse Kaifenheim-Roes eG zur Raiffeisenkasse Kaifenheim eG (der späteren Raiffeisenbank Kaifenheim eG)
- 1976 - Fusion der Raiffeisenkasse Briedel eG mit der Raiffeisenkasse Pünderich eG	mit dem Sitz in Pünderich zur Raiffeisenbank Mittelmosel eG (der späteren Raiffeisenbank Briedel-Pünderich eG) mit dem Sitz in Briedel
- 1979 - Fusion der Raiffeisenkasse Alflen-Auderath eG mit dem Sitz in Alflen mit der Raiffeisenkasse Driesch eG zur Raiffeisenbank Lutzerather Höhe eG	mit dem Sitz in Lutzerath
- 1980 - Fusion der Raiffeisenbank Briedel-Pünderich eG	mit der Raiffeisenkasse eG Neef	mit dem Sitz in Neef
- 1980 - Fusion der Raiffeisenkasse Bremm e.G. mit dem Sitz in Bremm mit der Raiffeisenbank Zell e.G.
- 1980 - Fusion der Raiffeisenbank e.G. Blankenrath/Hsr. mit der Raiffeisenkasse eG Liesenich mit dem Sitz in Liesenich zur Raiffeisenbank Blankenrath eG
- 1980 - Fusion der Raiffeisenkasse Gillenbeuren-Wollmerath eG mit dem Sitz in Gillenbeuren mit der Raiffeisenbank Lutzerather Höhe eG
- 1982 - Fusion der Raiffeisenkasse St. Aldegund-Alf eG	mit der Raiffeisenbank Zell e.G.
- 1982 - Fusion der Raiffeisenkasse Illerich-Wirfus e.G. mit dem Sitz in Illerich und der Raiffeisenkasse Landkern-Greimersburg e.G. mit dem Sitz in Landkern mit der Raiffeisenbank Kaisersesch eG
- 1983 - Fusion der Raiffeisenbank Blankenrath eG mit der Raiffeisenbank eG Mastershausen
- 1989 - Fusion der Raiffeisenkasse Altlay e.G. mit dem Sitz in Altlay mit der Raiffeisenbank Zell e.G.
- 1989 - Fusion der Raiffeisenbank Blankenrath eG mit der Raiffeisenkasse Löffelscheid-Peterswald eG mit dem Sitz in Peterswald-Löffelscheid
- 1989 - Fusion der Raiffeisenbank Ediger-Eller eG	mit der Raiffeisenbank Bruttig-Fankel, Ernst eG	und der Raiffeisenkasse Moselkrampen eG	zur Raiffeisenbank Moselkrampen e.G. (der späteren Raiffeisenbank Moselkrampen eG) mit dem Sitz in Ernst (Mosel)
- 1991 - Fusion der Raiffeisenbank Zell e.G. mit der Raiffeisenbank Merl e.G. mit dem Sitz in Merl
- 1991 - Fusion der Raiffeisenkasse Gevenich e.G. mit dem Sitz in Gevenich mit der Raiffeisenbank Lutzerather Höhe eG

## Rechtsverhältnisse
Die Raiffeisenbank MEHR eG Mosel - Eifel - Hunsrück - Region ist im Genossenschaftsregister beim Amtsgericht Koblenz unter GnR 427 eingetragen.

## Organisationsstruktur
Rechtsgrundlagen sind das Genossenschaftsgesetz und die durch die Generalversammlung beschlossene Satzung. Organe der Bank sind der Vorstand, der Aufsichtsrat und die Generalversammlung.

## Sicherungseinrichtung
Die Raiffeisenbank MEHR eG Mosel - Eifel - Hunsrück - Region ist der amtlich anerkannten Sicherungseinrichtung des Bundesverbandes der Deutschen Volksbanken und Raiffeisenbanken GmbH und der zusätzlichen freiwilligen Sicherungseinrichtung des Bundesverbandes der Deutschen Volksbanken und Raiffeisenbanken e.V. angeschlossen.

## Geschäftsausrichtung
Die Raiffeisenbank MEHR eG Mosel - Eifel - Hunsrück - Region betreibt das Universalbankgeschäft. Es werden sowohl Privat- als auch Firmenkunden beraten und betreut. Das Kerngeschäft ist das Einlagen- und Kreditgeschäft. Daneben vertreibt die Bank auch Produkte der Unternehmen der genossenschaftlichen FinanzGruppe.  Im Verbundgeschäft arbeitet sie mit der DZ Bank, R+V Versicherung, Bausparkasse Schwäbisch Hall, Teambank, VR Smart Finanz, DZ Hyp und der Union Investment zusammen.
Die Zentralbank der Raiffeisenbank MEHR eG Mosel - Eifel - Hunsrück - Region ist die DZ Bank. Als Genossenschaftsbank ist sie außerdem in die genossenschaftliche Finanzgruppe der Volksbanken und Raiffeisenbanken eingebunden.

## Geschäftsgebiet
Das Geschäftsgebiet erstreckt sich fast über den ganzen Landkreis Cochem-Zell und umfasst weite Teile der Verbandsgemeinde Kaisersesch, der Verbandsgemeinde Ulmen, der Verbandsgemeinde Zell (Mosel) und der Verbandsgemeinde Cochem im Landkreis Cochem-Zell sowie der Verbandsgemeinde Vordereifel, der Verbandsgemeinde Maifeld und der Stadt Mayen im Landkreis Mayen-Koblenz. Außerdem gehört zum Geschäftsgebiet Mastershausen im Rhein-Hunsrück-Kreis.
An diesen Orten betreibt die Bank Filialen:
- Kaisersesch (Hauptstelle, jur. Sitz)
- Kehrig (Geschäftsstelle)
- Kaifenheim (Geschäftsstelle)
- Büchel (Geschäftsstelle)
- Ernst (Geschäftsstelle)
- Lutzerath (Geschäftsstelle)
- Ediger-Eller (Geschäftsstelle)
- Blankenrath (Geschäftsstelle)
- Zell (Mosel) (Geschäftsstelle)
- Briedel (SB-Geschäftsstelle)
- Bullay (SB-Geschäftsstelle)
- Bruttig-Fankel (SB-Geschäftsstelle)

## Beteiligungsunternehmen
Die Geno Immobilien GmbH besteht seit 1992. Gesellschafter sind die VR Bank RheinAhrEifel eG (Anteil 80,7 Prozent) und die Raiffeisenbank MEHR eG Mosel - Eifel - Hunsrück - Region (Anteil 19,3 Prozent). Der Sitz der Gesellschaft ist in Mayen. Weitere Beratungsbüros befinden sich in Koblenz, Ochtendung, Bad Neuenahr-Ahrweiler und in Daun. Die Geno Immobilien GmbH befasst sich im Wesentlichen mit dem Verkauf und der Vermittlung von Immobilien sowie der Vermarktung von Bauland.

## Persönlichkeiten
- Peter Bleser, seit 1981 Mitglied und 1994 bis 2001 Vorsitzender des Aufsichtsrats der ehemaligen Raiffeisenbank Kaifenheim eG und 2001 bis 2011 Vorsitzender des Aufsichtsrats der ehemaligen Raiffeisenbank Kaisersesch-Kaifenheim eG.